# Bolinder-Munktell BM 20

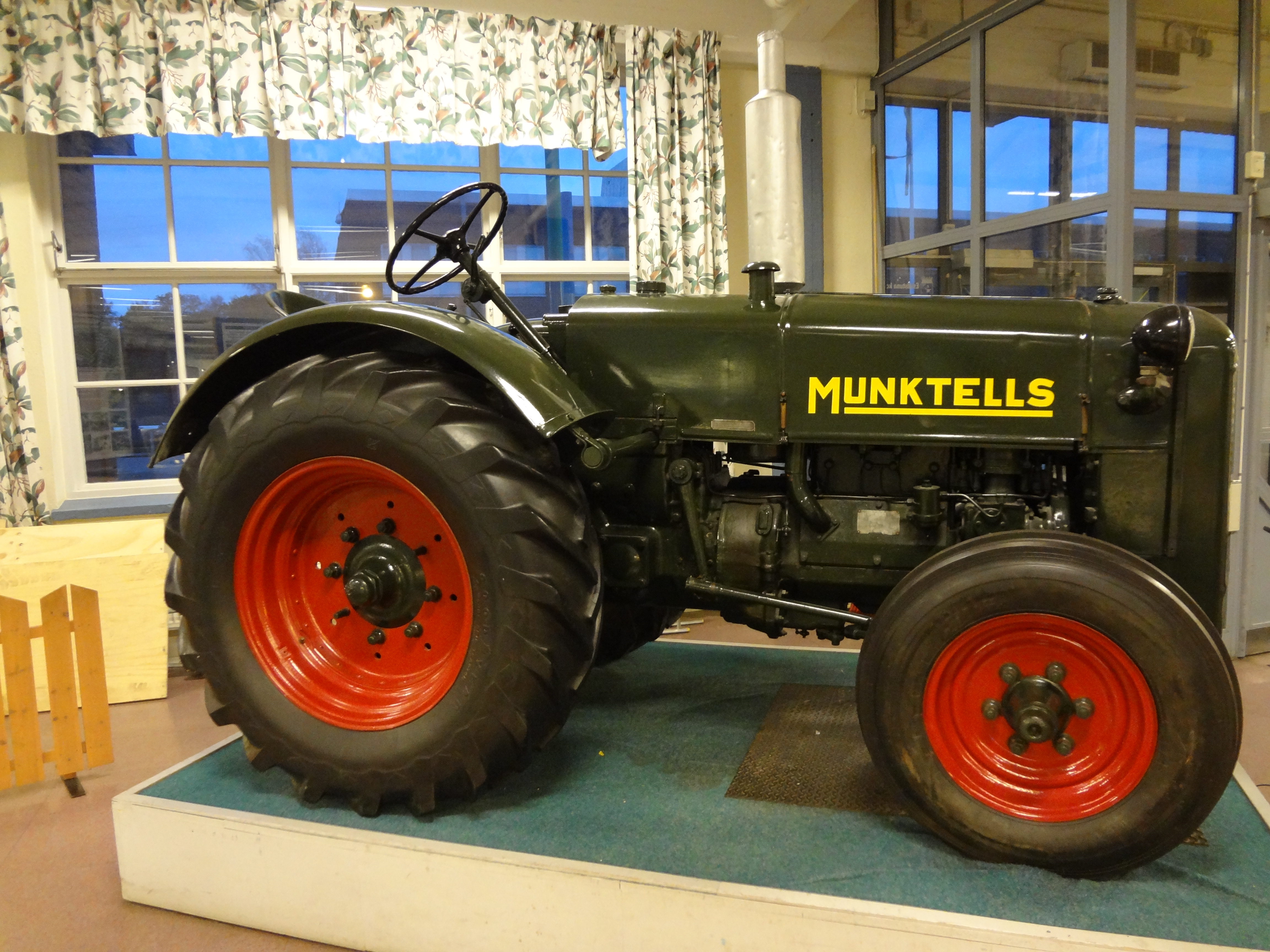
En BM 20, sedd från sidan, utställd i Munktellarenan i Eskilstuna.

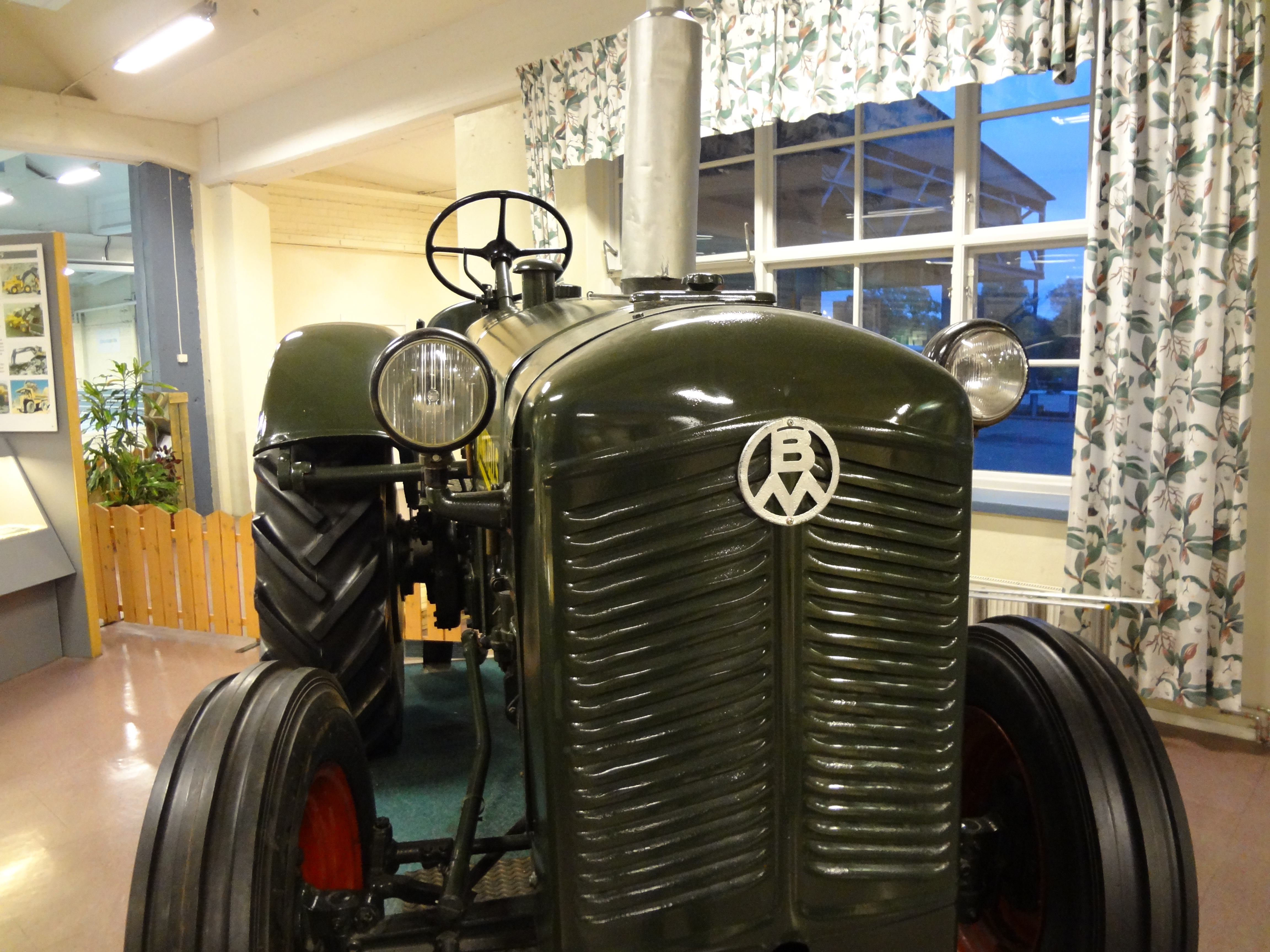
En BM 20, sedd framifrån, utställd i Munktellarenan i Eskilstuna.

Bolinder-Munktell BM 20 var en traktor tillverkade 1941-1952 (inklusive modellerna GBMV-1 och BM 21) av Bolinder-Munktell i Eskilstuna. Modellen kom till genom ett samarbete med Volvo som inleddes 1943 och den var delvis identisk med Volvo T 41-43. Den största skillnaden var motorn, där Bolinder-Munktell använde tvåtakts tändkulemotorer. Traktorn lanserades först under namnet GBMV-1 och använde då samma gengasdrivna motor som GBM 2. Efter andra världskriget ersattes denna med den råoljedrivna (dåtidens namn för dieselolja) motorn från BM 2 och beteckningen ändrades då till BM 20. Motorn var dock något moderniserad och hade, förutom högre effekt, elektrisk startmotor och elektrisk uppvärmning av tändkulorna. 1951 ersttes BM 20 av BM 21 med vidareutvecklad motor. Totalt tillverkades 5 013 exemplar av dessa modeller fram till 1952 då man lade ner tillverkningen av alla tändkuletraktorer. Den egentliga ersättaren, BM 55 med dieselmotor kom först något år senare.

## Tekniska data GBMV-1
Motor:
- Beteckning: Bolinder W 5
- Typ: Tvåcylindrig tvåtakts tändkulemotor med sidoinsprutning
- Bränsle: Gengas
- Cylindervolym: 5,3 l
- Max effekt: cirka 27 hk

Transmission:
- Växlar: 5 fram, 1 back
- Drivning: Bakhjulsdrift

Produktion
- Tillverkningsår: 1944-1945
- Antal tillverkade: 4 000 (inklusive BM 20)

## Tekniska data BM 20
Motor:
- Beteckning: Bolinder W 5
- Typ: Tvåcylindrig tvåtakts tändkulemotor med sidoinsprutning
- Bränsle: Motorbrännolja (Dieselolja)
- Cylindervolym: 5,3 l
- Max effekt: 41 hk

Transmission:
- Växlar: 5 fram, 1 back
- Drivning: Bakhjulsdrift

Produktion
- Tillverkningsår: 1945-1950
- Antal tillverkade: 4 000 (inklusive GBMV-1)

## Tekniska data BM 21
Motor:
- Beteckning: Bolinder W 5
- Typ: Tvåcylindrig tvåtakts tändkulemotor med toppinsprutning
- Bränsle: Motorbrännolja (Dieselolja)
- Cylindervolym: 5,3 l
- Max effekt: 46 hk

Transmission:
- Växlar: 5 fram, 1 back
- Drivning: Bakhjulsdrift

Produktion
- Tillverkningsår: 1951-1952
- Antal tillverkade: 1 013